# Neoeptesicus diminutus
Neoeptesicus diminutus är en fladdermusart som beskrevs av Wilfred Hudson Osgood 1915. Neoeptesicus diminutus ingår i släktet Neoeptesicus och familjen läderlappar. Inga underarter finns listade i Catalogue of Life. Wilson & Reeder (2005) skiljer mellan två underarter. Typexemplaret hittades vid floden Rio Prêto i delstaten Bahia i Brasilien.

## Utseende
Arten är liten jämfört med andra släktmedlemmar och är med svans 82 till 91 undefinedmm lång, varav svansen upptar 32 till 35 mm. Vikten ligger vid 5 till 6 undefinedg, underarmarna är ungefär 34,5mm långa, bakfötternas längd är 6 till 9 undefinedmm och öronen är 11 till 15 undefinedmm stora. I naturen kan arten förväxlas med Myotis albescens. Hos Neoeptesicus diminutus är öronens kanter böjda och Myotis albescens har raka kanter. Beroende på population är pälsen på ovansidan kastanjebrun med orange nyanser eller grå med inslag av brun. Hos den första varianten är undersidans hår gulbruna med ljusgula spetsar och hos den andra formen är undersidan nästan vit. Flyghuden har en mörkbrun färg. Den diploida kromosomuppsättningen bildas av 50 kromosomer (2n=50).

## Utbredning och ekologi
Denna fladdermus förekommer med tre från varandra skilda populationer i Sydamerika, den första i Venezuela, den andra i nordvästra Argentina och den tredje från sydöstra Brasilien över Paraguay och Uruguay till nordöstra Argentina. Arten lever i öppna landskap och besöker jämförelsevis ofta människans samhällen. Eptesicus diminutus jagar insekter.
Vid undersökningar med slöjnät fångades arten ofta tillsammans med Neoeptesicus furinalis och Neoeptesicus brasiliensis. Annars är inget känt om levnadssättet.

## Hot
För beståndet är inga hot kända. Utbredningsområdet är stort och arten lever i flera skyddszoner. IUCN kategoriserar arten globalt som livskraftig (LC).